# Lasioglossum austerum
Lasioglossum austerum (лат.) — вид одиночных пчёл рода Lasioglossum из семейства Halictidae (Halictinae). Название austerum образовано от латинского слова, означающего «строгий», «простой» или «суровый». Это связано с обитанием вида в малонаселенных жарких пустынях полуострова Калифорния (Мексика).

## Распространение
Северная Америка: Мексика (Baja California, Baja California Sur). Обитают в пустынях.

## Описание
Мелкие пчёлы длиной около 5 мм. Голова и грудь тёмные с золотисто-зеленоватым металлическим блеском; брюшко красновато-коричневое. От близких видов отличается следующими признаками: тергиты метасомы без томентума (войлока из волосков), голова и мезосома в основном покрыты тусклой микроскульптурой, передняя поверхность тергита Т1 кожистая, пунктуры лба тонкие и чётко разделены, мезэпистернум умеренно густо пунктирован, тергиты Т2-4 с тёмными дыхальцевыми пятнами. В переднем крыле 3 субмаргинальные ячейки. Одиночные пчёлы, гнездятся в почве. Вид был впервые описан в 2020 году канадскими энтомологами Джоэлем Гарднером (Joel Gardner) и Джейсоном Гиббсом (Jason Gibbs, Department of Entomology, Манитобский университет, Виннипег, Манитоба, Канада) и отнесён к подроду Dialictus. Обнаружены на цветках растений семейства Polygonaceae.